# Colea Răutu
Colea Răutu né le 28 novembre 1912 à  Limbenii Noi, près de Baltii (Empire russe, aujourd'hui en Moldavie) et mort le 13 mai 2008 à Bucarest (Roumanie) était un acteur roumain.

## Biographie
Il provient d'une famille dont le père (d'origine polonaise) était mécanicien d'une locomotive et la mère éducatrice moldave. Il a quitté ses parents à l'âge de 13 ans pour aller jouer dans une équipe de football à Bucarest.Il fait le lycée militaire de Chisireau.

## Galerie

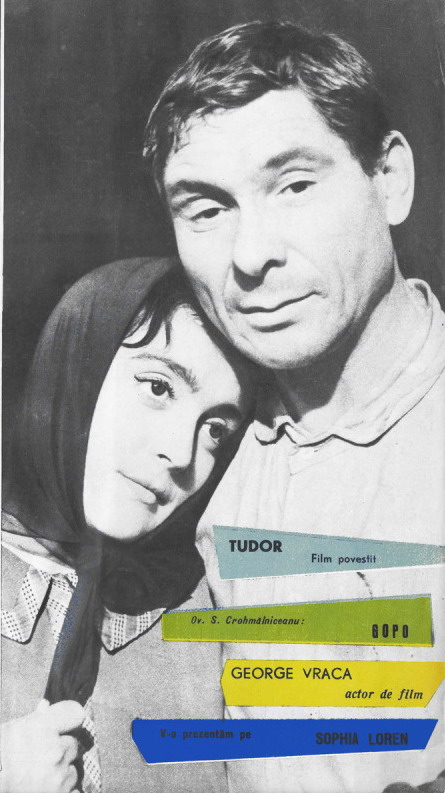
Avec Lica Gheorghiu dans Lupeni 29 (ro)

## Télévision
- 1972 La Révolte des haïdouks
- 1972 : Le Loup des mers (de) (Der Seewolf), série télévisée

## Filmographie sélective
- 1970 : Michel le Brave
- 1977 : La lunga strada senza polvere (it)
- 1979 : Nea Mărin miliardar